# Dömping
A dömpingár, más néven piacrabló ár a nagyon alacsony, lényegében akár az árak minimumaként általános határnak elfogadott változó költségeknél kisebb ár. Ezt a fajta gazdasági visszaélést a Gazdasági Versenyhivatal minősítetten bünteti.
Alkalmazásával az egyébként jól működő versenytársak kiszoríthatók a piacról, amíg a vállalkozás saját kockázatára alkalmazza gyakorlatilag támadhatatlan. Azonban számos esetben az állami támogatás biztosítja a veszteségek megtérítését, s így a GATT, Kereskedelmi Világszervezet (WTO) előírások szerint alkalmazása tilos. 